# Douglass (contea di Berks)
Douglass è una township degli Stati Uniti d'America, nella contea di Berks nello Stato della Pennsylvania. Secondo il censimento del 2000 la popolazione è di 3.327 abitanti.

## Società

### Evoluzione demografica
La composizione etnica vede una maggioranza della razza bianca (89,18%), seguita da quella asiatica (9,32%) dati del 2000.
| township di Douglass Popolazione |       |
| 2000                             | 3.327 |
| Stima al 2009                    | 3.561 |